# Dwayne S. Milburn
Dwayne S. Milburn (Baltimore, 1963) is een Amerikaans componist, arrangeur en dirigent.

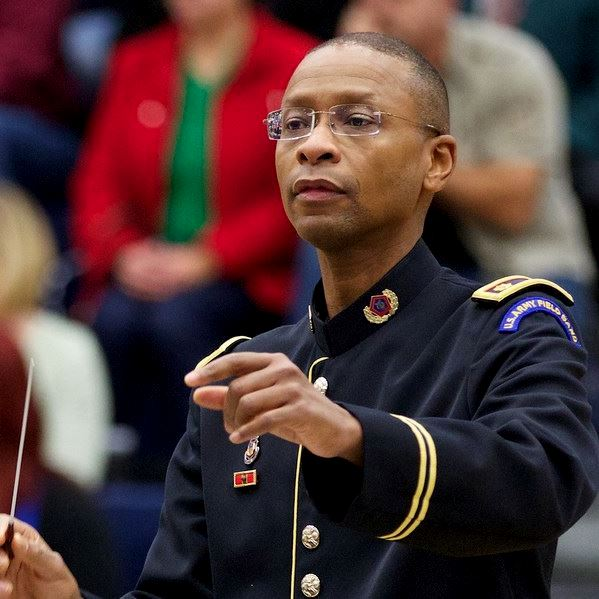
Dwayne S. Milburn

## Levensloop
Milburn studeerde aan de Universiteit van Californië - Los Angeles (UCLA) en behaalde daar zijn Bachelor of Fine Arts in 1986. In deze periode was hij ook arrangeur voor de UCLA-Band, voor het Choral programma en voor speciale projecten bij bijvoorbeeld de [[American Broadcasting Company}ABC]] televisie. Aan het Cleveland Institute of Music behaalde hij in 1992  zijn Master of Music in orkestdirectie. Tijdens zijn masteropleiding werkt hij als een van 24 dirigenten van het United States Army Band Program voor de Cadet Music for the United States Military Academy en de West Point Glee Club in West Point. Verder dirigeerde hij de United States Continental Army Band in Fort Monroe (Virginia), de United States Army Band "Pershing’s Own" in Washington D.C.,  de United States Army Europe Band and Chorus in Heidelberg en de Army Ground Forces Band in Fort McPherson. Hij ontving talrijke militaire onderscheidingen en prijzen zoals de President Benjamin Harrison Award, de Meritorious Service Medal en de NAVO-medaille. In deze periode werkte hij eveneens als arrangeur voor het Cleveland Orchestra.
In 2009 behaalde hij zijn PhD aan de Universiteit van Californië - Los Angeles.
Milburn arrangeerde vele werken voor harmonieorkest en koor, waaronder de Cuban Overture van George Gershwin en de Festival Overture on the American National Air "The Star-Spangled Banner" van Dudley Buck. Ook schreef hij eigen werken. Van 2005-2009 was hij huiscomponist van de Music Guild of the St. Matthew’s Episcopal Church in Pacific Palisades en schreef drie grote werken voor het St. Matthew’s kamerorkest

## Composities

### Werken voor harmonieorkest
- 2003 American Hymnsong Suite, voor harmonieorkest - gecomponeerd voor de Army Ground Forces Band in Fort McPherson (Georgia). 
  1. Prelude on "What Wondrous Love is This?"
  2. Dwayne S. MilburnBallad on "Balm in Gilead"

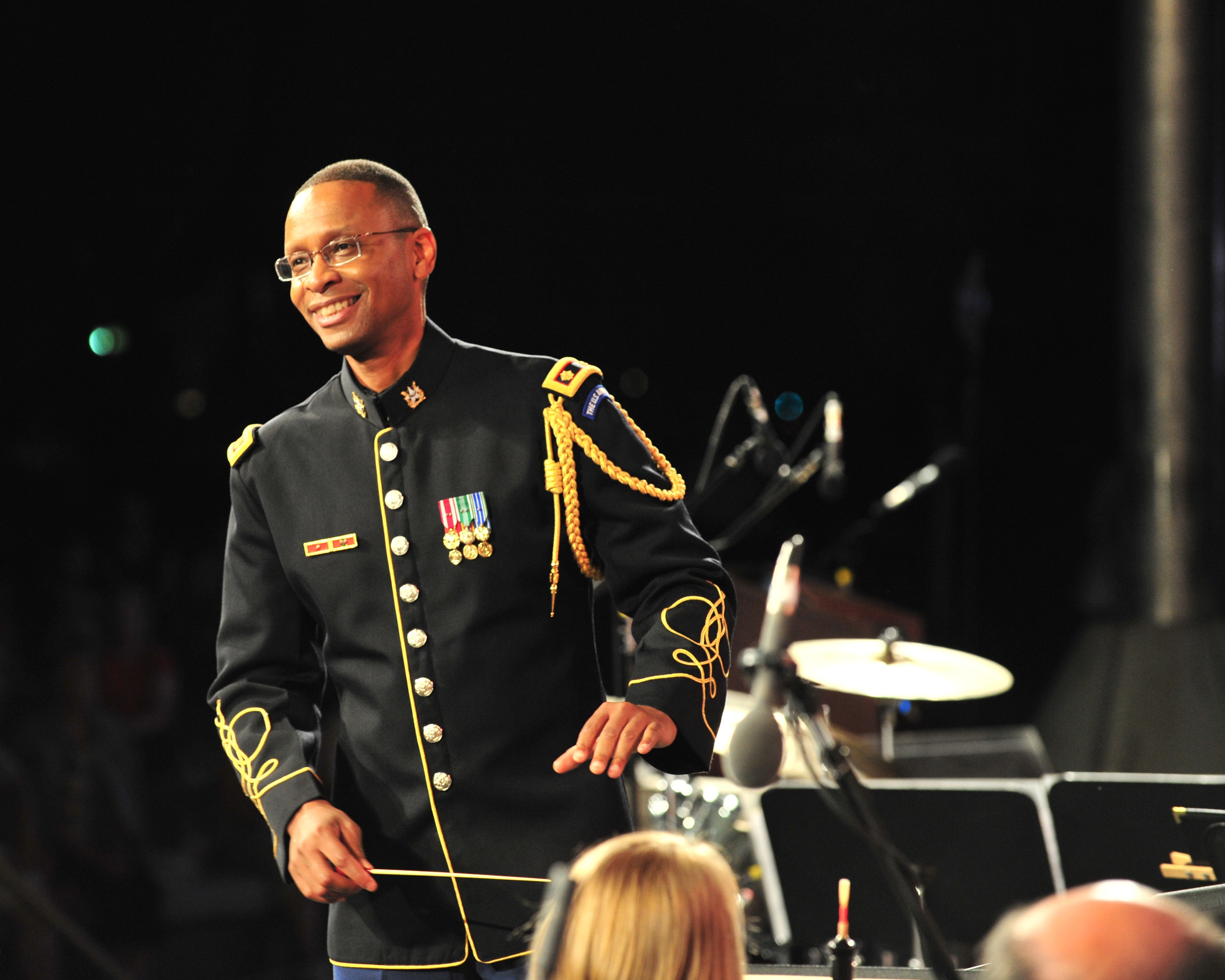
Dwayne S. Milburn

  3. Scherzo on "Nettleton" (Come, Thou Fount of Every Blessing)
  4. March on Wilson (When We All Get to Heaven)
- 2004 Meditation, voor harmonieorkest
- 2005 Variations on "St. Patrick’s Breastplate", voor harmonieorkest
- 2006 Emerald Suite, voor harmonieorkest
  1. Rondo
  2. Air
  3. March
- 2009 Fantasy on American Folksongs, voor harmonieorkest
- Garrison Commander, concertmars
- Spiritual Festival
- Steadfast Leadership, mars
- Two Portraits for Jayden, for Professor Thomas Dvorak, director of the Milwaukee Youth Symphony Orchestra's Wind Ensemble

### Vocale muziek

#### Werken voor koor
- 2007 Sing Out Your Praise, voor gemengd koor en orgel (of piano)
- Scarborough Fair, voor gemengd koor

### Kamermuziek
- 2007 Rondo a la carte, voor trombone en piano
- 2011 Chamber Jams - Army Rondo, voor dwarsfluit, hobo, cello en klavecimbel